# CIMAT数学研究センター
CIMAT数学研究センター（CIMATすうがくけんきゅうセンター、西：Centro de Investigación en Matemáticas、英：Center for Research in Mathematics）はスペイン語での名前の頭字語の「CIMAT」としてしられている、北アメリカにある、1980年に設立されたメキシコ・グアナファト州グアナファト市の科学研究機関である。メキシコ国立科学技術会議（CONACYT）の国立研究機関制度に所属している。
CIMATはメキシコ連邦政府の支援を受けている。純粋数学・応用数学・確率理論・統計学及び情報学などの分野に関連した知識と人材を集積するための機関である。
CIMATの研究グループは国内外の研究機関と強い連携をしている。